# Cambra de condicionament operant

Caixa de Skinner

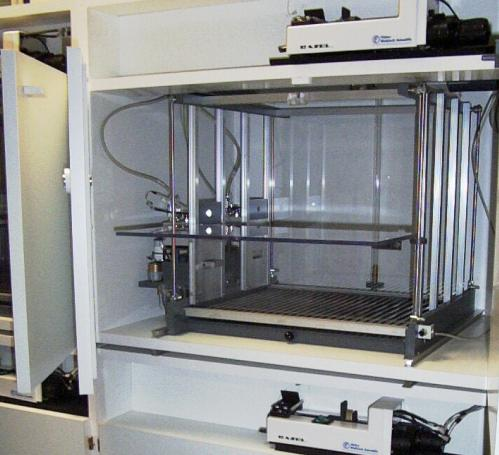
Caixa de Skinner amb 2 palanques responsives, 2 llums de senyalització, 1 terra electrificat, 1 bombeta i 1 altaveu són a sobre de la gàbia

Una cambra de condicionament operant (també coneguda com a Caixa Skinner) és un instrument de laboratori utilitzat per estudiar el comportament animal. La cambra de coneixement operant va ser creada per B.F. Skinner mentre era estudiant de postgrau a la Universitat Harvard. Pot haver estat inspirada pels estudis de Jerzy Konorski. Es fa servir per estudiar tant el condicionament operant com el condicionament clàssic.
Skinner va crear la cambra operant com una variació de la caixa de puzzle creada originalment per Edward Thorndike.

## Propòsit
Una cambra de condicionament operant permet als investigadors estudiar el condicionament del comportament (aprenentatge) ensenyant a un subjecte animal a realitzar certes accions (com prémer una palanca) com a resposta a un estímul específic, com una llum o un so. Quan el subjecte realitza correctament aquest comportament, el mecanisme de la cambra l'hi ofereix menjar o un altre tipus de premi. En alguns casos, el mecanisme de la cambra realitza un càstig en cas que la resposta sigui incorrecte o no hi hagi resposta. Per exemple, per provar com el condicionament operant funciona amb certs invertebrats, com mosques de la fruita, els psicòlegs fan servir un aparell anomenat "caixa de calor". És pràcticament el mateix que la Caixa de Skinner però la caixa està dividida en dues parts: una part que es pot sotmetre a canvis de temperatura i una altra que no. Tan aviat com l'invertebrat creui a la part de la cambra que pot rebre canvis de temperatura aquesta àrea s'escalfarà. Finalment, l'invertebrat serà condicionat perquè es quedi en la part que no sofreix canvis de temperatura. Fins i tot quan la temperatura torna a baixar al mínim (en la part que es pot escalfar), la mosca de la fruita s'abstindrà d'apropar-se a aquesta part de la cambra. Aquest tipus d'instruments permeten als investigadors fer estudis en condicionament i aprenentatge a través del mecanisme premi/càstig.

## Estructura
L'estructura que forma l'exterior d'una cambra és una caixa prou gran com per poder contenir fàcilment l'animal que es farà servir com a subjecte. (Els animals que s'utilitzen normalment són rossegadors -usualment ratolins de laboratori-coloms, i primats. Normalment està insonoritzat i no permet que passi la llum per evitar estimulacions que puguin distreure els animals.
Les cambres tenen almenys un aparell per la resposta al condicionament operant, i sovint dos o més, que poden detectar automàticament quan succeeix una resposta o acció conductual. Normalment pels primats i les rates solen ser palanques que s'activen amb una acció; si el subjecte prem la palanca, l'extrem oposat mou i tanca un interruptor monotoritzat per un ordinador o algun altre tipus de dispositiu programat. Usualment pels coloms i altres ocells solen ser el que s'anomena "claus de resposta", es tracta de palanques elèctriques que es tanquen si l'ocell picoteja amb la suficient força. L'altre requeriment mínim d'una cambra de condicionament és que tingui mitjans per lliurar un reforçament (un premi, com per exemple menjar, etc.) o un estímul incondicionat com aigua. També es pot lliurar un reforçament condicionat, per exemple la llum d'un LED com a forma de premi simbòlic.
Malgrat una configuració tan senzilla, és possible investigar molts fenòmens psicològics. Les cambres de condicionament operant modernes normalment tenen diversos aparells, com vàries palanques de resposta, dos o tres alimentadors, i una gran varietat de dispositius capaços de generar molts estímuls, incloent-hi llums, sorolls, música, figures i dibuixos. Algunes configuracions fan servir una pantalla LCD per a poder generar diversos estímuls visuals mitjançant l'ordinador.
Algun instrument de les cambres també pot tenir malles o el terra electrificat per així poder produir un xoc als animals; o llums de diferents colors que poden donar informació sobre quan està disponible el menjar. Per a fer servir el xoc en animals és necessari l'aprovació de l'estat en molts països en el que està regulada l'experimentació en animals.

## Impacte de la recerca
Les cambres de condicionament operant han esdevingut comunes en una gran varietat de disciplines de recerca, incloent la farmacologia conductista.
Operant Cambres de condicionament han esdevingut comunes en una varietat de disciplines de recerca incloent-hi farmacologia conductista. Els resultats d'aquests experiments serveixen per a moltes altres disciplines fora de la psicologia, com l'economia conductista.
Existeix una llegenda urbana estesa respecte Skinner en la que suposadament va sotmetre la seva filla a aquest experiment, causant una gran controversia. La seva filla més tard va desmentir-ho, aclarint que el brèssol que havia creat Skinner era una caixa-llit amb calefacció.

## Aplicacions comercials
Les màquines escurabutxaques i els jocs online normalment són citats com a exemples de dispositius humans que fan servir el reforçament per premiar accions repetitives.
Les Xarxes Socials com Google, Facebook i Twitter fan servir aquestes tècniques també. Algunes persones fan servir termes com Marketing Skinnerià en referència a com les empreses fan servir les seves idees per mantenir els seus usuaris ocupats i fent servir els seus serveis.
La ludificicació, la tècnica basada en fer servir elements de jocs per a un context fora d'aquests, també ha sigut descrita com a condicionament operant i altres tècniques conductuals han sigut emprades per incentivar determinats comportaments.

## Caixa de Skinner

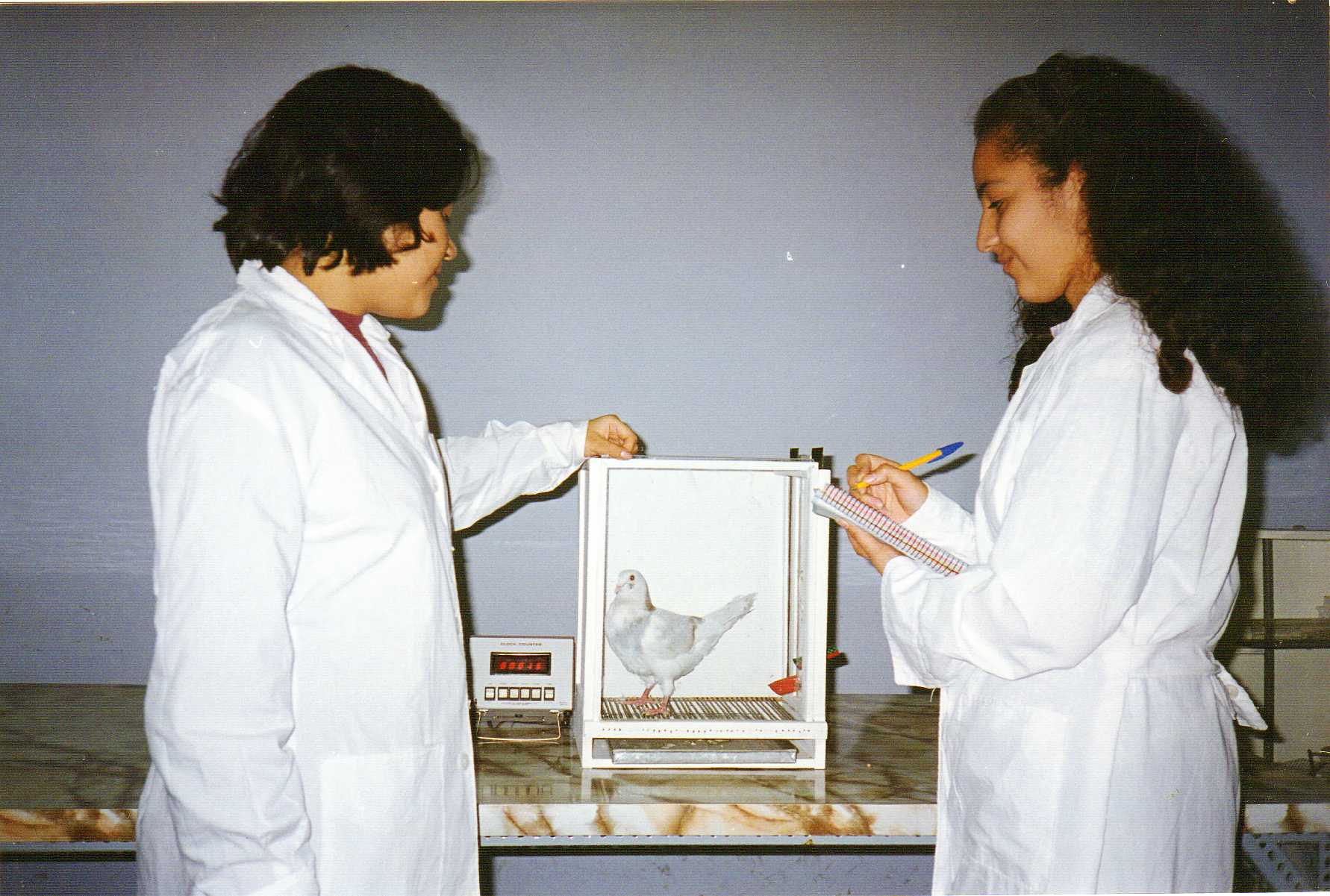
Estudiants fent servir una caixa de Skinner

Skinner explica que no volia que la caixa fos un epònim. Però creu que Clark Hull i els seus estudiants de Yale van encunyar l'expressió: Skinner va afirmar que no va fer servir aquest nom ell mateix, i va demanar a Howard Hunt que fes servir el nom de "caixa de palanca" en comptes de "Caixa d'Skinner" en un document publicat.